# 拉斯纳瓦斯德哈德拉克
拉斯纳瓦斯德哈德拉克，是西班牙卡斯蒂利亚-拉曼恰瓜达拉哈拉省的一个市镇。总面积9平方公里，总人口34人（2001年），人口密度4人/平方公里。